# Frédéric Nef
Pour les articles homonymes, voir Nef.
Frédéric Nef, né le 14 septembre 1947, est un philosophe français, travaillant sur la logique et sur les questions de la métaphysique.

## Biographie
Frédéric Nef est docteur en linguistique (1974) et docteur d'État ès lettres (1983).
Membre de l'Institut Nicod et de l'Institut Marcel Mauss ; directeur d'études à l'EHESS à Paris, il a dirigé plus d'une vingtaine de thèses. Il a aussi enseigné à l'Institut Saint-Serge.

## Publications
- Contribution à l'étude des relations entre logique et linguistique, 1983
- Logique et langage : essais de sémantique intensionnelle, Paris, Hermès, 1988.
- La Logique du langage naturel,  Paris, Hermès, 1990.
- Logique, langage et réalité, Paris, Éd. universitaires, 1991.
- Le langage : une approche philosophique, Paris, Bordas, 1993.
- Dimanche sur la terre, précédé de Cinq fois trois fois trois ; et suivi de Poèmes à Patricia, Beaumanoir, Association du Château de Beaumanoir, 1996.
- Leibniz et le langage,  Paris, Presses universitaires de France, 2000.
- L’objet quelconque. Recherches sur l’ontologie de l’objet, Paris, Vrin, 2001.
- Qu'est-ce que la métaphysique?, Paris, Gallimard, 2004.
- Les propriétés des choses. Expérience et logique, Paris, Vrin, 2006.
- Les êtres sociaux. Processus et virtualité, avec Pierre Livet, Paris, Hermann, 2009.
- Traité d'ontologie pour les non-philosophes (et les philosophes), Gallimard, Folio, 2009.
- La Force du vide. Essai de métaphysique, Le Seuil, L'Ordre philosophique, 2011.
- L'Anti-Hume, De la logique des relations à la métaphysique des connexions, Vrin, 2017.
- La connaissance mystique : émergences et frontières, éditions du Cerf, 2018.
- Frédéric Nef, La mort n’existe pas. Mourir – être mort – ressusciter, Paris, éditions du Cerf, 2021.
- avec Sophie Berlioz, La nature du social, Paris, éditions du bord de l’eau, 2021.

### Éditeur scientifique
- Structures élémentaires de la signification (avec la collaboration de Jean-François Bordron, Per-Aage Brandt, Georges Combet, Joseph Courtès), Bruxelles, Éditions Complexe, 1976.
- L'Analyse logique des langues naturelles : 1968-1978, anthologie, Paris, Éditions du Centre national de la recherche scientifique, 1984.
- Le formalisme en question : le tournant des années trente (avec Denis Vernant),  Paris, J. Vrin, 1998.
- Leibniz et les puissances du langage (avec Dominique Berlioz), Paris, J. Vrin, 2005.